# Peștera Munteanu - Murgoci
Peștera Munteanu - Murgoci (monument al naturii) este o arie naturală protejată de interes național ce corespunde categoriei a III-a IUCN (rezervație naturală de tip speologic), situată în județul Vâlcea, pe teritoriul administrativ al orașului Băile Olănești.

## Localizare
Rezervația naturală se află în Munții Căpățânii, ce aparține de grupa montană Șureanu-Parâng-Lotrului, la o altitudine de 930 m, în bazinul superior al văii Cheii, în partea central-nordică a județului Vâlcea.

## Descriere
Peștera Munteanu - Murgoci cunoscută și sub denumirea de Peștera din Cheile Comarnicelor a fost declarată arie protejată în anul 2000 prin Legea Nr.5 din 6 martie, privind aprobarea Planului de amenajare a teritoriului național - Secțiunea a III-a - zone protejate și are o suprafață de 1 hectar.
Aria naturală protejată este inclusă în Parcul Național Buila-Vânturarița și reprezintă o cavernă (peșteră) în abruptul stâncos al Cheilor Cheii, cu multiple galerii și holuri, cu diferite forme concreționare (constituite din stalactite, stalagmite, coloane), un mic lac și depozite de guano. Caverna adăpostește importante colonii de lilieci, specii de miriapode, coleoptere și diplopode, precum și resturi fosilifere de urs de peșteră.